# Europese PGA Tour 2006
Dit is de agenda van de Europese PGA Tour uit 2006.
De agenda van de Europese PGA Tour loopt tegenwoordig van november tot en met oktober. Het seizoen wordt al jaren afgerond met de Volvo Masters op de Valderrama baan van Sotogrande. Hieraan mogen alleen de 60 topspelers van de Order of Merit deelnemen. 
Het eerste toernooi binnen Europa wordt al sinds de jaren 90 op Madeira gespeeld, dan volgen enkele wedstrijden in Zuid-Europa. Pas in mei en juni komen landen als Engeland, Ierland, Duitsland en Frankrijk aan de beurt, en in de zomer gaan de spelers naar de meer noordelijke landen zoals Schotland, Nederland en Zweden.
Op de agenda staan ook de vier Majors: het Britse Open, het Amerikaanse Open, de Masters en het US PGA Kampioenschap. 

## Schema
| Van   | Tot   | Naam                                   | Locatie                                            | Winnaar                   |
| 2005  | 2005  | 2005                                   | 2005                                               | 2005                      |
| ----- | ----- | -------------------------------------- | -------------------------------------------------- | ------------------------- |
| 10-11 | 13-11 | HSBC Champions                         | Sheshan International GC, Shanghai, China          | David Howell              |
| 24-11 | 27-11 | Volvo China Open                       | Shenzhen Golf Club, Hongkong                       | Paul Casey                |
| 01-12 | 04-12 | UBS Hong Kong Open                     | Hong Kong Golf Club                                | Colin Montgomerie         |
| 08-12 | 11-12 | Alfred Dunhill Kampioenschap           | Leopard Creek, Zuid-Afrika                         | Ernie Els                 |
| 15-12 | 18-12 | Zuid-Afrikaans Open                    | Fancourt Golf Club, Zuid-Afrika                    | Retief Goosen             |
| 2006  |       |                                        |                                                    |                           |
| 07-01 | 08-01 | The Royal Trophy                       | Bangkok                                            | Europa                    |
| 19-01 | 22-01 | Abu Dhabi Golfkampioenschap            | Abu Dhabi Golf Club                                | Chris DiMarco             |
| 26-01 | 29-01 | Qatar Masters                          | Doha Golf Club                                     | Henrik Stenson            |
| 02-02 | 05-02 | Dubai Desert Classic                   | Emirates Golf Club                                 | Tiger Woods               |
| 09-02 | 12-02 | Johnnie Walker Classic                 | The Vines Resort & Country Club, Sydney, Australië | Kevin Stadler             |
| 16-02 | 19-02 | Maybank Malaysian Open                 | Kuala Lumpur Golf & Country Club                   | Charlie Wi                |
| 22-02 | 26-02 | WGC - Accenture Matchplaykampioenschap | La Costa Resort & Spa, Carlsbad, Californië        | Geoff Ogilvy              |
| 02-03 | 05-03 | HSBC Indonesisch Open                  | Emeralda Golf & Country Club, Jakarta              | Simon Dyson               |
| 16-03 | 19-03 | TCL Classic                            | Yalong Bay Golf Club, China                        | Johan Edfors              |
| 23-03 | 26-03 | Madeira Island Open                    | Santo da Serra, Madeira, Spanje                    | Jean van de Velde         |
| 30-03 | 02-04 | Portugees Open                         | Le Meridien Penina Golf and Resort, Portugal       | Paul Broadhurst           |
| 06-04 | 09-04 | De Masters                             | Augusta National Golf Club                         | Phil Mickelson            |
| 13-04 | 16-04 | Volvo China Open                       | Honghua, Peking                                    | Jeev Milkha Singh         |
| 20-04 | 23-05 | BMW Asian Open                         | Tomson Shanghai Pudong Golf Club, Shanghai         | Gonzalo Fernández-Castaño |
| 27-04 | 30-04 | Andalucia Open                         | San Roque                                          | Niclas Fasth              |
| 04-05 | 07-05 | Italiaans Open                         | Castello di Tolcinasco, Milaan                     | Francesco Molinari        |
| 11-05 | 14-05 | Quinn Direct British Masters           | The Belfry Golf Club                               | Johan Edfors              |
| 18-05 | 21-05 | Iers Open                              | Carton House GC, Montgomerie baan                  | Thomas Bjørn              |
| 25-05 | 28-05 | BMW Championship                       | The Wentworth Club                                 | David Howell              |
| 01-06 | 04-06 | Wales Open                             | The Celtic Manor Resort                            | Robert Karlsson           |
| 08-06 | 11-06 | Oostenrijks Open                       | Fontana Golf Club                                  | Markus Brier              |
| 15-06 | 18-06 | Saint-Omer Open                        | Aa Saint-Omer Golf Club                            | César Monasterio          |
| 15-06 | 18-06 | US Open                                | Winged Foot Golf Club                              | Geoff Ogilvy              |
| 22-06 | 25-06 | Johnnie Walker Championship            | Gleneagles, King's Course                          | Paul Casey                |
| 29-06 | 02-07 | Open de France Alstom                  | Le Golf National, Parijs                           | John Bickerton            |
| 06-07 | 09-07 | European Open                          | The K Club, Ierland                                | Stephen Dodd              |
| 13-07 | 16-07 | Barclays Schots Open                   | Loch Lomond Golf Club                              | Johan Edfors              |
| 20-07 | 23-07 | The Open Championship                  | Royal Liverpool Golf Club                          | Tiger Woods               |
| 27-07 | 30-07 | TPC of Europe                          | Gut Kaden, Duitsland                               | Robert Karlsson           |
| 03-08 | 06-08 | Scandinavian Masters                   | Barsebäck Golf & Country Club                      | Marc Warren               |
| 10-08 | 13-08 | KLM Open                               | Kennemer Golf & Country Club                       | Simon Dyson               |
| 17-08 | 20-08 | Russisch Open                          | Le Meridien Moscou Golf Club                       | Alejandro Cañizares       |
| 17-08 | 20-08 | PGA Championship                       | Medinah Golf Club, Illinois                        | Tiger Woods               |
| 24-08 | 27-08 | WGC - Bridgestone Invitational         | Firestone Golf Club                                | Tiger Woods               |
| 31-08 | 3-09  | BMW International Open                 | Golfclub München Eichenried                        | Henrik Stenson            |
| 7-09  | 10-09 | Omega European Masters                 | Golf Club Crans-sur-Sierre                         | Bradley Dredge            |
| 14-09 | 17-09 | Open de Madrid                         | La Moraleja Golf                                   | Ian Poulter               |
| 14-09 | 17-09 | HSBC World Matchplay Championship      | The Wentworth Club                                 | Paul Casey                |
| 22-09 | 24-09 | Ryder Cup                              | The K Club, Ierland                                | Europa                    |
| 28-09 | 1-010 | WGC - American Express Championship    | The Grove, Engeland                                | Tiger Woods               |
| 05-10 | 08-10 | Alfred Dunhill Links Championship      | St Andrews                                         | Pádraig Harrington        |
| 19-10 | 22-10 | Mallorca Classic                       | Pula Golf Club                                     | Niclas Fasth              |
| 26-10 | 29-10 | Volvo Masters                          | Golf Club de Valderrama, Sotogrande                | Jeev Milkha Singh         |
| 07-12 | 10-12 | World Cup of Golf                      | Barbados                                           | Duitsland                 |